# Catharanthus
Catharanthus, popularmente conhecido no Brasil pelo nome de boa-noite, é um género botânico que engloba oito espécies das quais sete são endêmicas e nativas de Madagáscar e apenas uma é endêmica e nativa da Índia. Todas pertencem à família Apocynaceae. As flores dessas plantas são perenes. As espécies desse gênero, em especial a Catharanthus roseus tem uma grande importância para a medicina no tratamento da leucemia.[carece de fontes?]
Todas elas são plantas anuais com flores perenes. Produzem frutos e por isso são classificadas como angiospermas.

## Espécies
| Nome científico e autor                           | Nome vulgar        | Nativa     |
| ------------------------------------------------- | ------------------ | ---------- |
| Catharanthus coriaceus (Markgr., 1970)            |                    | Madagascar |
| Catharanthus lanceus (Bojer, 1948)                |                    | Madagascar |
| Catharanthus longifolius (Pichon, 1949)           |                    | Madagascar |
| Catharanthus ovalis (Markgr, 1970)                |                    | Madagascar |
| Catharanthus pusillus (G. Don, 1837)              |                    | Índia      |
| Catharanthus roseus (G. Don, 1837)                | Maria-sem-vergonha | Madagascar |
| Catharanthus scitulus (G. Don, 1837)              |                    | Madagascar |
| Catharanthus trichophyllus ([Baker] Pichon, 1949) |                    | Madagáscar |